# Folkways Records
Folkways Records è una casa discografica che documenta la musica folk, blues, jug e la musica di genere world.
Il catalogo è controllato dalla Smithsonian Institution con il nome di Smithsonian Folkways Recordings.

## Storia
La Folkways Records & Service Co. è stata fondata da Moses Asch e Marian Distler nel 1948 a  New York. Intendimento di Asch era quello di registrare e fissare su vinile suoni e documenti provenienti dal mondo intero.
È stata fra le prime case discografiche a proporre cantanti e cantautori folk come Woody Guthrie, Pete Seeger e Leadbelly, i primi a dare vita al cosiddetto revival della musica folk statunitense.
Dal 1948 fino alla sua morte, avvenuta nel 1986, Folkways Records ha distribuito 2.168 album discografici, di contenuto diverso, inclusa musica contemporanea e tradizionale proveniente da ogni parte del mondo; ha distribuito anche album di soli testi parlati, dischi con letture di poesia e registrazioni in versione multilingua e di suoni originati dalla natura.

## Artisti
Alcuni artisti scritturati dalla Folkways Records:
- Gus Cannon
- Lightnin' Hopkins
- Malvina Reynolds
- Phil Ochs
- Nikki Giovanni
- Arna Bontemps
- Joe Sullivan
- Phạm Duy
- Mark Spoelstra
- Peter La Farge